# Andreï Cherkasov
Pour les articles homonymes, voir Tcherkassov.
Andreï Guennadievitch Tcherkassov (en russe : Андре́й Генна́дьевич Черка́сов), ou Cherkasov (translittération anglaise), né le 4 juillet 1970 à Oufa en Russie, est un joueur de tennis soviétique puis russe, professionnel de 1988 à 2004.

## Carrière
Numéro 3 mondial en juniors, Cherkasov passe professionnel en 1988. En 1989, il s'impose successivement aux tournois Challenger de Porto et Lisbonne. Il gagne son premier titre sur le circuit en 1990 à Moscou lors de la première édition de la Coupe du Kremlin, titre qu'il conserve l'année suivante. En 1991, il atteint les quarts-de-finale à l'Open d'Australie et à l'US Open. En juin 1991, il atteint ainsi le meilleur classement de sa carrière : 13e mondial.
En 1992, il se qualifie pour un troisième quart-de-finale en Grand Chelem à Roland-Garros et remporte la médaille de bronze aux Jeux olympiques de Barcelone en simple pour le compte de l'équipe unifiée de l'ex-URSS.
En 1994, avec seulement 8 victoires en tournoi ATP, il chute au classement et retourne sur le circuit Challenger, il en remporte un à Singapour en 1995 et un autre à Coral Springs en 1996. De 2002 jusqu'à la fin de sa carrière en 2004, il dispute principalement des tournois ITF.

## Palmarès

### Titres en simple messieurs
| No | Date       | Nom et lieu du tournoi | Catégorie    | Dotation  | Surface         | Finaliste    | Score           |  |
| -- | ---------- | ---------------------- | ------------ | --------- | --------------- | ------------ | --------------- |  |
| 1  | 05-11-1990 | Kremlin Cup, Moscou    | World Series | 297 000 $ | Moquette (int.) | Tim Mayotte  | 6-2, 6-1        |  |
| 2  | 04-11-1991 | Kremlin Cup, Moscou    | World Series | 297 000 $ | Moquette (int.) | Jakob Hlasek | 7-62, 3-6, 7-65 |  |

### Finales en simple messieurs
| No | Date       | Nom et lieu du tournoi                | Catégorie           | Dotation  | Surface         | Vainqueur        | Score              |          |
| -- | ---------- | ------------------------------------- | ------------------- | --------- | --------------- | ---------------- | ------------------ | -------- |
| 1  | 09-01-1989 | New South Wales Open, Sydney          |                     | 115 000 $ | Dur (ext.)      | Aaron Krickstein | 6-4, 6-2           | Parcours |
| 2  | 11-02-1991 | Donnay Indoor Championship, Bruxelles | Championship Series | 465 000 $ | Moquette (int.) | Guy Forget       | 6-3, 7-5, 3-6, 7-6 |          |
| 3  | 17-05-1993 | Tournoi de tennis de Bologne, Bologne | World Series        | 275 000 $ | Terre (ext.)    | Jordi Burillo    | 7-6, 6-7, 6-1      |          |
| 4  | 13-09-1993 | Romanian Open, Bucarest               | World Series        | 500 000 $ | Terre (ext.)    | Goran Ivanišević | 6-2, 7-65          |          |

### Finales en double messieurs
| No | Date       | Nom et lieu du tournoi | Catégorie    | Dotation  | Surface         | Vainqueurs                 | Partenaire       | Score    |  |
| -- | ---------- | ---------------------- | ------------ | --------- | --------------- | -------------------------- | ---------------- | -------- |  |
| 1  | 14-05-1990 | Yugoslav Open Umag     | World Series | 147 500 $ | Terre (ext.)    | Vojtěch Flégl Daniel Vacek | Andreï Olhovskiy | 6-4, 6-4 |  |
| 2  | 04-11-1991 | Kremlin Cup Moscou     | World Series | 297 000 $ | Moquette (int.) | Eric Jelen Carl-Uwe Steeb  | Aleksandr Volkov | 6-4, 7-6 |  |

## Autres résultats
- Jeux olympiques : demi-finale en 1992, médaille de bronze

## Résultats en Grand chelem

### En simple
| Année | Open d'Australie | Open d'Australie   | Roland-Garros   | Roland-Garros   | Wimbledon       | Wimbledon       | US Open         | US Open        |
| ----- | ---------------- | ------------------ | --------------- | --------------- | --------------- | --------------- | --------------- | -------------- |
| 1989  | -                | -                  | 2e tour (1/32)  | J-Phil Fleurian | 1er tour (1/64) | Jimmy Connors   | 1er tour (1/64) | Jay Berger     |
| 1990  | 1/4 de finale    | Ivan Lendl         | 2e tour (1/32)  | G. Perez-Roldan | 1er tour (1/64) | Wally Masur     | 1/4 de finale   | Andre Agassi   |
| 1991  | 2e tour (1/32)   | Darren Cahill      | 4e tour (1/8)   | Stefan Edberg   | 1er tour (1/64) | Richey Reneberg | 1er tour (1/64) | Jonas Svensson |
| 1992  | 2e tour (1/32)   | John McEnroe       | 1/4 de finale   | Petr Korda      | 1er tour (1/64) | Pete Sampras    | 1er tour (1/64) | Arnaud Boetsch |
| 1993  | 1er tour (1/64)  | Jim Grabb          | 1er tour (1/64) | Pete Sampras    | 1er tour (1/64) | Dave Randall    | 1er tour (1/64) | Boris Becker   |
| 1994  | 2e tour (1/32)   | MaliVai Washington | 1er tour (1/64) | Thomas Muster   | 1er tour (1/64) | Mark Knowles    | 1er tour (1/64) | Michael Chang  |
| 1995  | -                | -                  | -               | -               | -               | -               | -               | -              |
| 1996  | 1er tour (1/64)  | Eyal Ran           | -               | -               | -               | -               | -               | -              |
| 1997  | 1er tour (1/64)  | Renzo Furlan       | -               | -               | -               | -               | -               | -              |
| 1998  | -                | -                  | -               | -               | -               | -               | -               | -              |
| 1999  | 1er tour (1/64)  | Bohdan Ulihrach    | -               | -               | -               | -               | -               | -              |

### En double
| Année | Open d'Australie                     | Open d'Australie           | Roland-Garros | Roland-Garros | Wimbledon | Wimbledon | US Open | US Open |
| 1991  | 1er tour (1/32) Slobodan Živojinović | Kent Kinnear Bryan Shelton | -             | -             | -         | -         | -       | -       |